# 噬血狂襲
《噬血狂襲》（日语：ストライク・ザ・ブラッド），簡稱《血襲》，為三雲岳斗撰寫，麻喵子負責繪製插畫的日本輕小說。經由電擊文庫自2011年5月起出版發行。简体版則是天闻角川代理發行，並稱其為「狂襲系列」。
2013年3月17日在「電擊文庫 春之祭典 2013」發佈動畫化計劃，於2013年10月4日至2014年3月28日播放電視動畫。2015年3月15日在「電擊文庫 春之祭典 2015」發佈OVA化，分為前篇（2015年11月25日）、後篇（2015年12月23日）發售。2016年8月9日，宣佈推出第2期的OVA系列。2018年3月10日，宣佈推出第3期的OVA系列。2018年10月7日，公布有五卷，第一卷2018年12月發售，2019年3月第二卷發售，第三卷、第四卷、第五卷分別於2019年5月、7月、9月發售。2019年10月宣布製作原創OVA《消失的聖槍篇》與第4期的OVA系列。最後在2021年7月正式宣布製作OVA系列最終篇Final（第5期）。

## 故事簡介
第四真祖——是只存在於傳說中的世界最強之吸血鬼。而這位駕馭12眷獸、散播災難的幻之吸血鬼據說在日本出現了。為了監視並抹殺這位“第四真祖”，政府所屬的獅子王機關決定派遣攻魔師“劍巫”完成任務。而不知為何，被選為監視者的竟是一位見習“劍巫”少女——姬柊雪菜。
攜帶著對真祖用最強靈槍的她趕赴妖魔縱橫的魔族特區－人工島“絃神市”，而和她遭遇的“第四真祖”的真實身份卻是……

## 登場人物
曉古城（Akatsuki Kojō／The Fourth Primogenitor，聲：細谷佳正、田村睦心〈幼年〉）
本作男主角，吸血鬼，「曉之帝國」的皇帝，雪菜與淺蔥的丈夫，零菜與萌蔥公主之父。身高178，體重66公斤，原本是普通人，在小學畢業後的春寒假期中被捲入戈佐島的遺跡事故中，意外的成為「可能會成為第四真祖」的吸血鬼的血之從者，在高中一年級時又被捲入第四真祖復活祭典的「焰光之宴」的事件中，經過一連串事件與意外後繼承了主人「焰光的夜伯」（Kaleido Blood）的能力，成為世界最強吸血鬼。大概15、16歲左右，身高與雪菜相差二十幾公分，就讀於絃神島私立彩海學園高中部一年B班、座號為1號。曾被凪沙將自己羞人的秘密盡數洩露給雪菜知道（如國中時有一次大失戀的事），討厭黃綠色蔬菜（如青椒）及害怕幽靈，曾因此被雪菜吐槽。若有皇妃突然罵自己或所旁人突然吵成一團，就會無奈的說：「饒了我吧！」個性很冒失，也不太了解感情之事，因而在之前完全不知雪菜與淺蔥在喜歡自己。经过多次事件的洗礼，已经开始逐渐明白自己的感情，對於雪菜與淺蔥的態度也有所變化。若加上雪菜與淺蔥，總共有12位血之伴侶，也就是皇妃。
姬柊雪菜（Himeragi Yukina／Swords Shaman，聲：種田梨沙）
本作第一女主角，獅子王機關的劍巫，「曉之帝國」的皇后，古城的第一妻子，零菜公主之母。三圍B76－W55－H78。彩海學園中學部三年級（讀的書已經到可以高中畢業程度），與凪沙同班。擅長詛咒和占卜，但對於劍術和靈視很擅長。擁有七式突擊降魔機槍（將魔力無效化，曾被優麻的母親仙都木阿夜指出能力其實是讓事物回歸原樣），名為『雪霞狼』，是世界上僅存三把由天部製作弒殺真祖的聖槍之一。名義上是獅子王機關的監視者，實際上被獅子王機關送來做“第四真祖”曉古城的新娘，用來牽制曉古城（雪菜本人不知情）。因從小在高神之杜長大所以對社會生活方式不清楚，似乎熟知曉古城祖母的事情，但兩人的關係不明。喜歡古城，甚至願意為古城付出自己的性命。非常會吃古城的醋，只要古城與某個女性太接近，她就會開始斜眼瞪、生氣與忌妒，嚴重時會直接用雪霞狼砸向古城。起初和淺蔥不太合得來，但現對淺蔥有了敬意，也產生同等程度的警戒心。擁有的便服據說基本上都是由紗矢華挑選，然後再寄來的。
藍羽淺蔥（Aiba Asagi／Cyber Empress，聲：瀨戶麻沙美）
本作第二女主角，電子的女帝，電腦天才，「曉之帝國」的貴妃與最高技術顧問，古城的第二妻子，萌蔥公主之母。三圍B83－W57－H82。因為母親住院中，在醫院認識來探望凪沙的古城，父親仙齋是弦神市的評議員，而雙親是兩年前才再婚的，和現在的母親堇並沒有血緣關係，關係並不是不好，不過對於要稱呼堇為媽媽還有點抗拒而產生距離，現暫時稱呼堇為姨姨，現在一家人居住在西區臨近市中心的高級住宅。非常喜歡古城，甚至可以說是完全愛上了他，因而相當敵視雪菜，在小说第二卷向古城獻上自己的初吻表白。雖然在後來與雪菜解開心結，但因雪菜讓自己變成並非古城伴侶的第一人選而還是對雪菜有些怨懟。
曉凪沙（Akatsuki Nagisa／Sister of Primogenitor，聲：日高里菜）
曉古城的妹妹，「曉之帝國」的長公主，零菜與萌蔥公主的姑姑。彩海學園中學部三年C班，啦啦隊成員，成績優秀，家事萬能，但非常愛講話及有幾近病態的潔癖，對古城懷有兄長以外的情感，有着表裡如一的性格，一般很少說別人的壞話（並不指有關別人的其他事），但當生氣時會格外恐怖，和無法保守秘密，而且有不把真正想說的事說出口的麻煩性格，在小學五年級之前一直相信有聖誕老人的存在。
煌坂紗矢華（Kirasaka Sayaka／Shamanic War Dancer，聲：葉山郁美）
獅子王機關的舞威媛，使用弓箭的射手，擅長詛咒和暗殺，古城的皇妃之一。16歲。雪菜曾經的室友，把雪菜當成親妹妹一般疼爱，往往因雪菜的事而暴走。身材纖細高挑，隐藏巨乳。擁有六式重裝降魔弓（將空間斬開的能力），名為『煌華麟』，可變成刀或弓。名義上也是獅子王機關的監視者，實際上被獅子王機關送來做「第四真祖」曉古城的新娘，用來牽制曉古城（與雪菜一樣本人不知情）。嚴重討厭男人，卻喜歡古城，因個性傲嬌而死不承認。在各方面有嚴重潔癖。
矢瀨基樹（Yaze Motoki／Hyper Adapte，聲：逢坂良太）
淺蔥的青梅竹馬，古城的好朋友，過度適應者。曾在國中時帶了色情片去古城家被凪沙發現，其後被狂怒的凪沙嚴厲責備，因而一段時間得了女性恐懼症。家庭十分富裕，是掌管絃神市人工島的管理。實際上是曉古城真正的監視者。與淺蔥一樣從國中時代就認識古城了。有個大他兩學年的三年級女朋友，實際上連對方的手都沒牽過。在國中時也是籃球部成員。擅於模仿，不太擅長唱歌，但非常擅長跳舞。

## 用語
絃神島
絃神島是一座用樹脂、金屬、有機物，經魔術建造而成漂浮在太平洋上的人工島，人類與魔族並存的都市。位處太平洋正中央，漂浮於東京南方海上三百三十公里附近的人工島。由名為Giga Float的超大型浮體構造物相連而成。
總人口約五十六萬人。儘管行政劃分上被稱為東京都絃神市，實際上則是擁有獨立政治系統的特別行政區。用以保护濒临灭绝的魔族和研究他们的肌体组织与特殊能力。
岛上的大部分居民都是研究员及其家属，以及获得都市承认的特殊能力者。当然这里面也包括作为研究对象的魔族，而作为回报，这些帮助特区运营的魔族们也会被赋予相应的市民权益，他们可以和人类一样学习、劳动、生活。登录魔族（指的是合法居住生活在絃神市的魔族），都会在手腕上配备着方魔力感應器或是警报功能用的手环，可以借此手环来分辨人类和魔族。絃神市為學術都市。製藥、精密機械、高科技素材產業等大企業，或是知名大學的研究機構，都密佈於這座島嶼。此外，由於絃神市是「魔族特區」，平時並不接受企業、研究機構關係者及家人以外的人士參訪。
實為「聖殲」魔術的一部份，在獲得咎神遺產的守護者葛蓮妲的認可後，咎神遺產（實為一座巨大的軍事要塞）便會通過「聖殲」魔術的修改世界能力，從「異境」降臨於現實世界，而淺蔥將此遺產稱為「咎神的方舟」。另外，咎神遺產的面積大約是絃神島的120至150倍。
从小说短篇（雪菜√Before:After）中得知20年后絃神岛被取消其名，领土扩大百倍，成为“晓之帝国”中心。
「抹消地區」
絃神島二十七號廢棄區，因意外事故而沉入海底的人工島東南地區的遺址，現在是從地圖上消去的「抹消地區」。
聚集著來尋找女人的嫖客，以男人為目標的娼婦，沉溺在酒和非法藥物中的中毒者，暴力集團和非法滯留的未登錄魔族等。
在這裡魔族登陸證手鐲是失效的，即使魔族使用暴力也不會有人注意到。
基石之門
位於絃神島中央的巨大複合建築物。有十二層樓，島內最高的建築物，外型如倒金字塔。
內部有市政廳等國家廳舍，以及眾多旅館與商業機構，發揮著島內重鎮功能，在海面下，有多達四十層的人工島管理設施。
直徑不到兩公里的建築物身兼連接部，將絃神島四座人工島連結在一起。人工島之間受海流或風浪影響而產生的扭曲或震動，都是由基石之門吸收緩衝，如果沒有這部分運作，絃神島的地區會有立刻發生碰撞的可能，或在分解後漂流於洋上，「基要之石」的名稱，跟這棟重要設施相符。
石英之門
是位於舊東南區中央的巨大建築物。建築物的主要部分建有六層，過去絃神市的市政廳、人工島管理公社的本社就設立在這裡。外壁積極採用經魔術強化過的ADAMAS玻璃，建築物整體上看起來是座巨大的寶石宮殿。位於宮殿中央的，是類似六角水晶的巨大時鐘塔。這是一座把極東“魔族特區”絃神島的技術告知世界的，具有歷史意義的魔術建築物。
警備森嚴，絃神島的特區警備隊其中一個大隊就常駐於這裡。
監獄結界
存在於絃神島的極機密設施，連管理公社亦不知其所在，並被市民稱之為都市傳說。收容凶惡魔導罪犯的設施。
其本體是那月十年前進入睡眠狀態所維持的魔術，因是那月構築出來的假想世界，被收監者無法用外力破壞，唯有協力者從外面使用空間魔法才能進入及破壞。
亞迪拉德修道院
是阿爾迪基亞的前任國王為夏音的母親建造的修道院。五年前發生賢者的靈血的暴走，在修道院的人全部都死了。而制止了「靈血」暴走的是叶瀨夏音——一位擁有著罕見靈力的小女孩和在背後守望著她的叶瀨賢生。院長是妮娜·亞迪拉德。
焰光之宴
第四真祖覺醒的儀式，在尼勒普西自治區居住的普通市民有二百六十萬人。據說其中約百分之十五已經由於大規模感染疑似吸血鬼化了。他們所供給的魔力，使得第四真祖覺醒，而焰光之宴的餘波也使絃神島舊東南地區的兩萬八千人感染疑似吸血鬼化。疑似吸血鬼化的人們並不一定會導致死亡。幾天後感染症就會沉靜化。
畢竟「原初的奧蘿拉」的目的並不是他們的性命，只是記憶，吸血鬼真祖們之所以擁有傲人的強大力量，只因為他們是最古老的吸血鬼。不死不老的他們所蓄積的巨量固有堆積時間就是他們力量的泉源，但被造出來的第四真祖沒有回憶……沒有過去歷史的蓄積。所以她需要通過吞噬他人的記憶來補充覺醒所必要的魔力，變成活祭品的人們會失去很多對本人而言非常重要的記憶，就算是疑似吸血鬼化了，與「原初」接觸過的人類都會以期間的回憶為突破口，被直接剝奪記憶。
因此跟第四真祖有關的記憶會喪失殆盡。第四真祖被人們稱為夢幻之吸血鬼的理由，也是因為其記憶榨取的能力。
『聖殲』
世界各地遺下大量破壞及大量虐殺的痕跡。傳聞由第四真祖引起並且與原初的罪人以及所有魔族的始祖彼之者的戰鬥。地上已經被破壞幾次。他不僅知道第四真祖，自動繼位後抹殺並引起聖殲這種喚醒瞬間已殺死的炸彈理論模式，第四真祖現在可能還不知道。該隱的巫女藍羽淺蔥可能被認為是一個觸發者。
同族相噬
對長生不老的吸血鬼來說，“血”是魔力的來源，也是用於召喚眷獸的媒介，同時更是其存在的基底。活得長久的吸血鬼會透過吸更多的血，在血中蓄積更強大的魔力。“舊世代”的吸血鬼會擁有比年輕世代更強的力量，正是出於這層緣故。不過，年輕世代的吸血鬼要迅速獲得強大力量，其實並非沒有辦法，只要從強悍吸血鬼的血當中，直接奪取其魔力就行了。
由吸血鬼去奪取象徵其他吸血鬼存在的血。但也有說法指出，通常並不可能吞噬比自己強大的吸血鬼的血。這是因為就算吸光了對方的血，也會被對方從身體內側佔據肉體及意識。被理應吞噬的對象反過來吞噬自己，這就是“同族相噬”的危險性，同時也是年輕世代無法打倒位階高於自己的吸血鬼之由。
墮魂
魔女的最終形態，讓惡魔吞噬掉自身的靈魂從而使肉體化為真正的惡魔。

### 組織、團體
獅子王機關
日本政府負責因應魔導恐怖行動的特務機關，非公開司法機構。獅子王機關專門阻止，收集人為的魔導災害，魔導恐怖份子的情報工作負責的機構。主要收集及培訓瑪土撒拉之末裔的一部分而聞名。
高神之杜(高神森林)
獅子王機關的附屬組織，位於京都府的大江山。於各地搜集持有靈能者體質的兒童，並將她們培養成攻魔師的培訓機構，表面是以女子寄宿學校營運。
劍巫
隸屬獅子王機關的特殊能力者，有著劍士與巫女的能力，也有凌駕魔族的戰鬥能力。大部分是孤兒，生活在「高神之杜」。
舞威媛
擅長詛咒及暗殺的獅子王機關專業攻魔師。如紗矢華說的「操縱人的生命和死亡」，不用詛咒及暗殺時就會做保衛要人或者潛入活動的工作，在睡眠中的舞威媛會無意識地施放強力詛咒纏繞己身，要是心懷惡意地觸碰她們的話，這份惡意會被增幅數倍然後反用在自己身上。能夠觸摸舞威媛的，只有與她相同或以上等級的咒術師或是舞威媛心中允許的人。
太史局
與獅子王機關同樣在日本政府設立的特務機關。相對於獅子王機關阻止人為的魔導災害、魔導恐怖份子，它們專門負責自然發生的魔導災害。
六刃
擁有與劍巫相同能力的特殊能力者，專門對付魔獸。
MAR（Magna Ataraxia Research）
世界有名的魔導產業複合體，代表東亞地區的巨大企業，從軍事兵器到一般食品都有銷售，更有醫療研究所及其附屬醫院。
魔導士工塑
製造產業用機械人的知名公司。企業經營狀況惡化，社運策劃模造天使兵器化。
黑死皇派
獸人至上主義的偏激恐怖份子。暗殺指導者瓦特拉，黑死皇派的殘存勢力雇用克里斯多福·賈德修為新指導者。組織最終目的是殺死並謀奪第一真祖的支配權，完全破壞聖域條約。
“天部”
從有歷史前的遙遠過去就已經滅絕的亞神種族。被稱為古代超人類，三位真祖與他們共同創造了焰光的夜伯。
特區警備隊
絃神市特殊對魔族機動隊，發生在島上的魔族事件都由他們處理。通常裝備足以癱瘓獸人的大口徑咒力彈及「琥珀金彈頭」，還擁有武裝無人直升機與迫擊砲。
LCO
全稱為Library Of Criminal Organization，又稱圖書館。世界知名的巨大犯罪組織，只由高階魔導師和魔女組成，人數達數千規模。擁有眾多魔導書因而得名，他們從世界各地蒐集魔導書並加以分類、封印，只將書借給被選中之人，不為發展魔導，也不為守護世界安寧，只為滿足自身的慾望。據傳是十年前闇誓書事件的主導。

### 魔族
吸血鬼、獸人以及精靈的總稱。目前因人類破壞自然以及鬥爭已經到達瀕臨滅絕。
吸血鬼
在魔族中算是號稱最強大的不老不死的一支，恢復力和身體能力都遠超一般人類，還有本身擁有的力量——眷獸。
吸血鬼也能像人類一樣攝取一般食物，當然吸血可以補充魔力，不過吸血行為的話多半是由於性慾引起的衝動，因為吸血衝動而把愛人吸血過度至死的事件也不少。
吸血鬼之所以被稱為最強的魔族，但那都是因為有眷獸這麼點壓倒性的王牌在。而他們的肉體在魔族中反而是歸在脆弱種族的。
即使被誇大成不老不死，吸血鬼也非徹底的不死之軀。特別是控制魔力的腦以及司掌血液循環的心臟，都算致命性弱點。如果這兩個部位受到嚴重傷害，就算是“舊世代”也肯定會喪命。
真祖
真祖，是統帥黑暗血族的帝王。最為古老，也具備最強大魔力的「始源吸血鬼」。他們率領同族數千數萬的大軍，各自在三塊大陸建立了自治的「夜之帝國」。真祖的眷獸是非常強大的，一頭眷獸甚至可以摧毀一個小國家。現在存在受到公認的真祖只有三名。支配歐洲的『遺忘戰王』、西亞洲盟主『滅絕之瞳』、以及統治南北美洲的『混沌皇女』。相對於他們，第四真祖並未擁有自己的血族和領地。但由於第四真祖的發現得到了確認，因此勢力之間的平衡將可能被打破。
據雪菜所說，真祖的來源是人類被現在已逝去的神施加了詛咒，或是經由神的密咒自身變成吸血鬼，通過吞噬吸血鬼也可以把人類變成真祖，但也可能被反噬，曉古城就算是這一類。
眷獸
只有吸血鬼才能駕馭的異界召喚獸，誰都可以使用眷獸，但使用眷獸的話必須要支付生命力為代價，所以只有吸血鬼才能承受使用眷獸的代價，而眷獸亦作為吸血鬼在魔族中最強大的證明。即便是最弱的眷獸也是任何新銳戰鬥機或戰車所無法比擬的。
血之記憶
吸血鬼通過悠久的生命而無限堆積的時間墳場，固有堆積時間就是他們力量的泉源，是眷獸的糧食。
長老（Wiseman）
第二代的吸血鬼，是獲得真祖認同而分到其『血液』的人，未必是其親生骨肉。
血的從者
血的從者是吸血鬼以自身肉體的一部分所創造出來的模擬吸血鬼，血的從者作為忠實的部下，或是作為伴侶，為了與吸血鬼主人共同生活而被賜予永恆生命的人。是無限接近魔族的“人類”。
被吸血鬼吸血的人類並不是被吸了血就會立刻出現某種改變。也有說法指出，被吸血的人會陷入快感及陶醉，但症狀就只有如此而已。問題在於，吸血鬼用獠牙將本身血液注入對方體內的情況，如果給吸血鬼注入了血液的話就成為“血的從者”——也就是虛擬吸血鬼，這種變化並非絕對。依月相盈虧及被吸血者的身體狀況、咒術抵抗力不同，機率也會跟著改變。但要是反覆進行吸血，遲早會讓對方變成不死者。
血的從者很大程度上繼承了吸血鬼主人的能力。根據從者本來的肉體性能和主人之間的相性，據說甚至還能夠超越身為感染源的吸血鬼。
一般來講只要給予血就能創造出從者，可是為了創造出更加強力的從者，據說就要給予其更重要的臟器。肋骨作為吸血鬼給從者的部位來說，這是最高級的東西了，畢竟肋骨中包含了造血組織。
舊世代
不及真祖但非常強大的古老吸血鬼。
匈鬼
不能召喚眷獸的下等吸血鬼。在歷史中反覆以暴力手段掠奪而一直受到純種吸血鬼嫌惡及蔑視的存在。
獸人
擁有變成獸人能力兼擁有較高的物理抗性、再生能力的種族。少部份上位種族擁有較高身體能力外，在強大魔力的魔法中有能力神獸化的獸人能夠與天使、龍族匹敵。它們以L種來稱呼。
巨人族
全體魔族中稀有3米高的巨型種族，這是與生俱來適應了惡劣環境的先天精靈使。自古以來就是精於採礦、金屬加工和鍛造技術的種族。他們能夠生產出非常先進的武器，阿爾迪基亞皇家的模拟聖劍就是參考巨人族的武器而製作。

### 其他
人工生命體
人工生命體是指經由生物化學的技術被製造出來的生命體的總稱。遺傳因子都是人為設定，不過應用技術困難，相對上設計自由度也很高。最原始的人工生命體製作早在十六世紀已經存在，生產出廉價的勞動力，或者為人類的夥伴長時間經由多種人在被研究著。但是因為倫理性以及單純的製造成本上的問題而並未普及，現在唯一例外就是應用了人工生命體的醫藥品的開發，它們最適合用來做新藥的臨床實驗或是免疫抗體的研究。
曉古城十二戒指血之伴侶/「曉之帝國」的皇妃
1.雪菜 2.紗矢華 3.淺蔥 4.夏音 5.拉·芙利亞 6.霧葉 7.唯里 8.志緒 9.結瞳 10.優麻 11.雫梨 12.奧蘿拉(原第四真祖)

### 兵器、武器
雪霞狼
雪菜前往執行監視古城的任務前，從獅子王機關手中獲得的武器。本稱「七式突擊降魔機槍」，刻印了狮子王机关研发独有技术「神格振動波驅動術式」，有能夠讓魔力無效化以及斬斷結界的力量，對魔族戰鬥（特別是對吸血鬼戰鬥）或是對使用魔力的魔術師時才能發揮真正實力，对魔族特别是对吸血鬼有着强大的杀伤力，甚至可以弑杀真祖，是对魔族战的王牌。实际上，这是一种「让世界还原成原本状态」的力量。但使用者在接触长枪的期间，不能同时使用「七式突击降魔机枪」以外的能力。。非使用時能收藏於吉他盒內。
獅子王機關為了對抗魔族而開發的秘密兵器，利用高度金屬精煉技術打造的槍尖有著酷似最新型戰鬥機的流線型輪廓，因為武器的核心使用了由天部製作的三把僅存的古老聖槍之一，所以無法量產。是狮子王机关的秘藏兵器。武器本身可以折叠收藏，使用时再展开原本形态。
但「七式突击降魔机枪」不是一般武器，其核心的「破魔圣枪」的力量只有「玛土撒拉的后裔」才能使用，狮子王机关一直在培养相关的适应者。使用者在不断挥舞长枪的期间也在不断将释放的灵力转换成神气，当转换的神气达到一定阶段时，便会发生类似「模造天使」一样的天使化过程，让使用者升格成为天使，从原来的世界消失。
現任使用者是狮子王机关的姬柊雪菜，前任使用者是狮子王机关的前任「闲古咏」藤阪冬佳。
煌華麟
紗矢華所使用的「六式重裝降魔弓」。平時的形狀是長劍，刃長一百二十厘米左右，變形後會轉變成現代化形態的洋弓，透過射出鳴音鏑矢來發動足以匹敵真祖眷獸的大規模魔術。
「煌華麟」擁有兩種能力，第一種是在劍的狀態下所能使用的空間切斷能力，能夠斬斷刀刃所碰觸到的所有東西，同時能形成空間斷層，能夠在一瞬間化作阻擋一切物理攻擊的絕對防禦壁。第二種是對咒術的增幅，藉由射箭時產生的風壓令鳴音鏑矢發動人類的聲帶所無法詠唱的高密度魔咒，藉此來釋放大威力的攻擊。
由于要進行量产困难，所以狮子王机关只能将「六式重装降魔弓」的原有功能一分为二，分别制造出「六式降魔剑·改」和「六式降魔弓·改」。
雙乙型咒裝雙叉槍
是太史局的攻魔师「六刃」妃崎雾叶使用的武器。如音叉般分成两头的浓灰色双叉枪。能够增幅蓄积的魔力，并且照使枪者的意志释放出来，有模仿他人咒术的能力。（雾豹·双月）
炎喰蛇
隸屬「聖團」的修女騎士香菅谷詩奈子所配備之秘密武器，但在與「深淵之陷」的戰鬥中，她為了守護居民而被眷獸「深淵薔薇」重傷，臨終時將武器託付給香菅谷雫梨·卡思迪艾拉。
焰光的夜伯
這名號並非“第四真祖”的名諱，而是由三位真祖與“天部”一族一起製造第四真祖的計劃名稱，目的是製作出最強的弒神兵器。但由於太過強大而被封印，十二隻眷獸被賦予了肉體並被分散的隱藏在世界各地，十二個“焰光的夜伯”作為眷獸的同時也是第四真祖的監視者，並且在第四真祖覺醒後被其吞噬回到本尊體內。第十二號“焰光的夜伯”作為第十二隻眷獸的同時也是第四真祖（受詛靈魂）的容器。
神格振動波驅動術式『DOE』
可使魔力無效化，藉此斬裂任何結界，世界上唯一由獅子王機關成功實用於對付魔族的王牌。
匠英系統
阿爾迪基亞研發的最新銳騎士裝備，使用母艦精靈爐輸送大量靈力，令武器靈格暫時提升至聖劍等級的強力戰術支援兵器。阿爾迪基亞聖環騎士團曾藉此立下諸多戰功，甚至讓他們被稱為魔族的天敵。
納拉克維勒（Nalakubara）
從南亞第九號梅赫爾格爾遺跡發掘出來的史前文明遺產，據說以往毀滅過無數都市及文明，是由眾神創造出的兵器。其後被黑死皇派殘黨盜出，打算用其破壞戰王領域，但首先投放在絃神市作試驗。
與納拉克維勒一起出土的還有五十四塊石碑，為其的控制指令。
由外部所操作的無人機，而所有無人機都是由一部名為「女王」的指揮官機（有人機）所控制。擁有匹敵眷獸的攻擊力，能把外間的攻擊學習使自身的機能進化，亦能在受損後透過把周圍的物質作出元素變換以修復機能，因此擁有非常高的戰鬥力。
控制時需要使用一種十分特別的言語作為控制指令（語音控制），使用啟動指令「導言」後便會進行破壞活動，使用停止指令幾乎是不可能。但是在淺蔥對指令進行分析後，制作了會使其自毁的指令「結語」，並由雪菜放在女王機中播放，最後所有機體皆沙化並解體。
模造天使「Faux Angel」
由叶瀨賢生開發出來的「贗天使」會通過捕食同類來進化，是透過魔法強化人體，使其轉化成高次元的存在。非常接近神，沒有人可以控制它，只有完成使命升天後才會消失。
雖然雪霞狼的神格振動波驅動術式可以將模造天使身上的魔法去除，令其失去高次元轉換能力，但因模造天使的周圍有著次元斷層作為防護壁，因此除了古城的龍蛇之水銀所具有的次元吞噬外，包括雪霞狼在內的其他所有攻擊皆對其無效。
利維坦
神話時代世界最強生體兵器的魔獸。全長約4km，經常擁有魔力障壁覆蓋著，全身裝備著魔炮，擁有無數強大的武裝如生體魚雷以及反艦導彈。千百年來，靜靜地在海底沉睡，只要不接近在龍脈附近漂泊的利維坦，就不會受到傷害。
咒式彈
所謂的咒式彈，是在貴重金屬製成的彈殼中封入巨大魔力的特殊子彈。現存的咒式彈極少，而能夠射出這種子彈的槍就更少了。是只有極少一部分王族所有的極為高價的物品。但是其威力非常強大。
咒式槍
使用咒式彈的特殊槍。製造數量極其稀少，現存完全型的槍枝在世界中的數量也是屈指可數的。那是比起實用，更適合在博物館展示用的東西。雖然威力很大，但是彈藥也是高價，而且只能一發一發地裝填。本來是富裕有狩獵興趣的王族或者貴族使用的槍。
擬造聖劍
阿爾迪基亞王國公主拉·芙利亞所使用的武器，是王國的特有兵器。
鍊核
擁有強大的自我增殖機能的融合型液體金屬生命體——為了駕馭“賢者的靈血”而存在的魔法觸媒。也可說是一種咒術性質的記憶媒體。
偽鍊核
偽鍊核就如字面意義，是鍊核的偽造品。是不完全的鍊核。偽鍊核也能製成「賢者之靈血」，但是從機能上來說並不完全。會以一些細小因素失去控制從而暴走。
賢者
賢者的靈血本來的主人，由鍊金術師創造出來的人工的「完美人類」。不過追求完美的鍊金術師創造出來的「神」像是理所當然般地完美過了頭。賢者生存是不需要食物和氧氣的。就算地球上所有的生物都死絕，成為一個死星，那傢伙也不會在意。而這樣也反而對他更有利。因為那傢伙唯一恐懼的就是其他的生物進化，然後出現比自己更「完美」的東西。身為不滅存在的「賢者」是無法毀滅的，因此將他封印了。鍊金術師將那傢伙全部的「靈血」抽取出來，以此來奪走他的力量並進行了封印。這是兩百七十年前的事情。那時被抽取的血就是賢者的靈血。
賢者的靈血
妮娜·亞迪拉德創造的擁有獨立意志的深紅色液體金屬生命體。若能將自己的靈魂移植到這個不朽金屬生命體之中，就能變成真正的長生不老之人。能將這種奇蹟變為可能的，就是鮮紅的寶石——被稱作“鍊核”的控制單元。通過將意識轉移到“鍊核”之中，融合者便能在與“靈血”融合的情況下，依然保持自己的意識。通過把自己的肉體轉換為不朽的金屬生命體，獲得接近永恆的“生命”，還具備可以與吸血鬼的真祖匹敵的魔力。
弗洛緹
阿爾迪基亞王國「聖環騎士團」所有的試驗型飛行器，外型類似美國研發的高超音速武器X-43試驗機與X-51乘波者試驗機。

### 其他用語
靈性中樞
靈性中樞指的是名為查克拉的所謂利用靈力製造出奇蹟的迴路。雖說這是所有的人類都平等具有的東西，但是能夠驅動它的人並不多。即便是一流的靈能力者，能使出三成的能力就算是相當不錯了。要是能夠完美用上的話，就能夠成為覺者，得到與神佛同等的力量。
鍊金術師
操縱萬物的組成，誕生出黃金之人。是揭示神技，詮釋生命之謎的永遠的探求者。雖然他們統稱為鍊金術師，但是其中也有很多不同級別的術者。然而總的來說，鍊金術的最終目的是超越人類的極限，接近「神」的領域。黃金的變化，是鍊金術師在接近「神」的過程中產出的副產物。因為將一切不完全的存在變成完全，便是鍊金術的原理。
過度適應能力者
不依靠魔力的先天超能力者，矢瀨及深森的能力屬於該類。
魔女
以本身靈魂作交換，被賦予惡魔之力之人，能有匹敵高階吸血鬼的魔力。
殲教師
以殲滅魔族為任務，向世界各地派遣的驅魔師，隸屬於西歐教會。是魔族的天敵，被信徒們奉為英雄。
魔導書 『Grimoire』
以往是記載咒語、魔法儀式的道具，或者靈怪操縱法的實用書籍。但在累積龐大知識的過程中，具備強烈蠱惑力的書也隨之出現，最後會造成莫大禍害，並能賦予閱覽者超越人智的力量。但能實際把書讀通，並將累積的巨大魔力納入掌控的人僅少數，以往有數不盡的研究者操控魔導書失敗，導致死亡。且釋出的災厄消滅了無數的城鎮，更讓數萬人的靈魂遭到汙染。因而創建了『LCO』。
目前已確認的魔導書有《No.539》、《No.193》、《No.014》、《No.343》。
固有堆積時間操作（Personal History）
經驗、記憶、成長、變化——魔導書「No.014」能夠奪取他人的固有堆積時間。將擁有優秀能力的大人變回無力的孩子，並將對方的知識與經驗化為己物的兇惡魔導書。既存3位吸血鬼真祖們以壓倒性的力量持續活動，從有歷史前的遙遠過去的天部時代開始不死不老的他們經過不少時間所蓄積的壓倒性固有堆積時間就是他們擁有力量的理由。
空間制馭操作（Space manipulation）
空間的相關觀測、概念、干涉、及運用——魔導書「No.539」能夠利用了解空間的原理，達到對空間概念的干涉使用，擁有影響整個絃神島空間的能力，是和空間制御魔術有相關的魔導書，除非是擁有強大魔力的魔女，或對空間概念上有一定的認知，否則難以運用此書得力量。
波朧院祭典
是每年十月最後一週在絃神市舉辦的最大慶典。煙火大會、戶外演唱會，以及化裝遊行等各式活動都將召開，讓全島上下一同狂歡。這時期到訪絃神島的觀光客共計超過十二萬人，以考量到島嶼位置與日本本土距離之遙遠，已是驚人數字。此外，“波朧院”一詞的日語發音與英語中的萬聖節（Halloween）一詞相似，而且作品中也提及過波朧院祭典與萬聖節“有一定關聯”。 

## 出版書籍

### 輕小說
| 卷數   | ASCII Media Works | ASCII Media Works | ASCII Media Works      | 台灣角川   | 台灣角川       | 台灣角川                                             | 天闻角川 | 天闻角川       | 天闻角川               |
| 卷數   | 副標題            | 初版發售日期      | ISBN                   | 副標題     | 初版發售日期   | ISBN                                                 | 副標題   | 初版发售日期   | ISBN                   |
| 第一部 | 第一部            | 第一部            | 第一部                 | 第一部     | 第一部         | 第一部                                               | 第一部   | 第一部         | 第一部                 |
| ------ | ----------------- | ----------------- | ---------------------- | ---------- | -------------- | ---------------------------------------------------- | -------- | -------------- | ---------------------- |
| 1      |                   | 2011年5月10日     | ISBN 978-4-04-870267-6 |            | 2013年6月7日   | ISBN 978-986-325-310-5                               |          | 2013年11月20日 | ISBN 978-7-5356-6659-8 |
| 2      |                   | 2011年9月10日     | ISBN 978-4-04-870752-7 |            | 2013年7月13日  | ISBN 978-986-325-420-1                               |          | 2013年12月20日 | ISBN 978-7-5356-6682-6 |
| 3      |                   | 2012年2月10日     | ISBN 978-4-04-886274-5 |            | 2013年8月28日  | ISBN 978-986-325-548-2                               |          | 2014年7月28日  | ISBN 978-7-5340-3916-4 |
| 4      |                   | 2012年6月10日     | ISBN 978-4-04-886633-0 |            | 2013年9月27日  | ISBN 978-986-325-596-3                               |          | 2014年9月25日  | ISBN 978-7-5340-3975-1 |
| 5      |                   | 2012年10月10日    | ISBN 978-4-04-886899-0 |            | 2013年10月25日 | ISBN 978-986-325-651-9                               |          | 2014年11月20日 | ISBN 978-7-5340-4061-0 |
| 6      |                   | 2013年2月10日     | ISBN 978-4-04-891407-9 |            | 2013年12月25日 | ISBN 978-986-325-703-5                               |          | 2015年3月20日  | ISBN 978-7-5340-4130-3 |
| 7      |                   | 2013年4月10日     | ISBN 978-4-04-891555-7 |            | 2014年2月4日   | ISBN 978-986-325-791-2                               |          | 2015年12月     | ISBN 978-7-5489-2168-4 |
| 8      |                   | 2013年7月10日     | ISBN 978-4-04-891750-6 |            | 2014年3月27日  | ISBN 978-986-325-853-7                               |          | 2016年1月      | ISBN 978-7-5489-2341-1 |
| 9      |                   | 2013年10月10日    | ISBN 978-4-04-866023-5 |            | 2014年8月7日   | ISBN 978-986-366-048-4                               |          | 2016年4月      | ISBN 978-7-5489-2374-9 |
| 10     |                   | 2014年3月8日      | ISBN 978-4-04-866428-8 |            | 2014年11月27日 | ISBN 978-986-366-214-3                               |          | 2016年9月      | ISBN 978-7-5489-2508-8 |
| 11     |                   | 2014年9月10日     | ISBN 978-4-04-866865-1 |            | 2015年5月22日  | ISBN 978-986-366-511-3                               |          | 2016年12月     | ISBN 978-7-5489-2588-0 |
| 12     |                   | 2015年2月10日     | ISBN 978-4-04-869254-0 |            | 2015年9月12日  | ISBN 978-986-366-697-4                               |          | 2017年4月      | ISBN 978-7-5489-2655-9 |
| 13     |                   | 2015年6月10日     | ISBN 978-4-04-865191-2 |            | 2016年4月20日  | ISBN 978-986-473-020-9                               |          |                |                        |
| 14     |                   | 2015年11月10日    | ISBN 978-4-04-865503-3 |            | 2016年10月28日 | ISBN 978-986-473-322-4                               |          |                |                        |
| 15     |                   | 2016年5月10日     | ISBN 978-4-04-865944-4 |            | 2017年8月28日  | ISBN 978-986-473-833-5                               |          |                |                        |
| 第二部 |                   |                   |                        |            |                |                                                      |          |                |                        |
| 16     |                   | 2016年12月10日    | ISBN 978-4-04-892547-1 |            | 2018年3月15日  | ISBN 978-957-564-072-9                               |          |                |                        |
| 17     |                   | 2017年6月9日      | ISBN 978-4-04-892953-0 |            | 2019年2月25日  | ISBN 978-957-564-742-1                               |          |                |                        |
| 18     |                   | 2017年11月10日    | ISBN 978-4-04-893398-8 |            | 2019年7月29日  | ISBN 978-957-743-074-8                               |          |                |                        |
| 19     |                   | 2018年11月10日    | ISBN 978-4-04-912101-8 |            | 2020年1月20日  | ISBN 978-957-743-509-5                               |          |                |                        |
| 20     |                   | 2019年6月8日      | ISBN 978-4-04-912517-7 | 再會吸血姬 | 2020年5月27日  | ISBN 978-957-743-746-4                               |          |                |                        |
| 21     |                   | 2020年1月10日     | ISBN 978-4-04-912957-1 |            | 2020年11月25日 | ISBN 978-986-524-056-1                               |          |                |                        |
| 22     |                   | 2020年8月7日      | ISBN 978-4-04-913268-7 | 曉的凱旋   | 2021年10月27日 | ISBN 978-986-524-901-4                               |          |                |                        |
| A1     |                   | 2018年1月10日     | ISBN 978-4-04-893578-4 |            | 2019年7月29日  | EAN 471-351-013-352（特裝版） ISBN 978-957-743-096-0 |          |                |                        |
| A2     |                   | 2018年4月10日     | ISBN 978-4-04-893793-1 |            | 2020年2月17日  | ISBN 978-957-743-553-8                               |          |                |                        |
| A3     |                   | 2022年6月10日     | ISBN 978-4-04-914456-7 | APPEND 3   | 2023年6月21日  | ISBN 978-626-352-597-9                               |          |                |                        |

### 漫畫
漫畫版於《月刊Comic電擊大王》2012年8月號（2012年6月27日發售）開始連載。
作畫為TATE。
| 卷數 | ASCII Media Works | ASCII Media Works      | 台灣角川       | 台灣角川               |
| 卷數 | 發售日期          | ISBN                   | 發售日期       | ISBN                   |
| ---- | ----------------- | ---------------------- | -------------- | ---------------------- |
| 1    | 2012年12月15日    | ISBN 978-4-04-891279-2 | 2014年2月21日  | ISBN 978-986-325-814-8 |
| 2    | 2013年5月27日     | ISBN 978-4-04-891685-1 | 2014年5月14日  | ISBN 978-986-325-969-5 |
| 3    | 2013年10月26日    | ISBN 978-4-04-866015-0 | 2014年11月26日 | ISBN 978-986-366-255-6 |
| 4    | 2014年3月27日     | ISBN 978-4-04-866393-9 | 2015年5月21日  | ISBN 978-986-366-413-0 |
| 5    | 2014年9月27日     | ISBN 978-4-04-866834-7 | 2015年8月12日  | ISBN 978-986-366-673-8 |
| 6    | 2015年3月27日     | ISBN 978-4-04-869298-4 | 2016年4月20日  | ISBN 978-986-473-055-1 |
| 7    | 2015年9月26日     | ISBN 978-4-04-865352-7 | 2016年6月16日  | ISBN 978-986-473-140-4 |
| 8    | 2016年4月27日     | ISBN 978-4-04-865740-2 | 2016年12月15日 | ISBN 978-986-473-451-1 |
| 9    | 2016年9月27日     | ISBN 978-4-04-892370-5 | 2017年6月22日  | ISBN 978-986-473-731-4 |
| 10   | 2017年3月27日     | ISBN 978-4-04-892767-3 | 2018年6月7日   | ISBN 978-957-564-264-8 |

4コマ公式アンソロジー ストライク・ザ・ブラッド
原作:三雲岳斗、作畫:石川瑶、一花ハナ、大塚志郎、かまた、kirusu、桑島黎音、サト、しいたけ鍋つかみ、タカムラマサヤ、茶々、とりまる、ひんし、まごころくらげ、幸宮チノ、ゆぐる、ララ、腳色設計・插圖:マニャ子
| 卷數 | ASCII Media Works | ASCII Media Works      |
| 卷數 | 初版發售日期      | ISBN                   |
| ---- | ----------------- | ---------------------- |
| 1    | 2014年2月27日     | ISBN 978-4-04-866297-0 |

## 動畫

### 製作人員
- 原作：三雲岳斗
- 原作插畫：麻喵子
- 監督：山本秀世
- 監製：佐野隆雄
- 系列構成：吉野弘幸
- 角色設計：佐野惠一、古川英樹（第3、4期）
- 機械設計：明貴美加
- 道具設計：明珍宇作、
- 美術監督：渡邊三千惠
- 背景studio：GREEN
- 色彩設計：但野由紀子
- 3D監督：熊倉千秋
- 攝影監督：廣岡岳
- 攝影studio：Nexus
- 編輯：坪根健太郎
- 編輯studio：REAL-T
- 音響監督：明田川仁
- 音響制作：Magic Capsule
- 音樂：ASSUMED SOUNDS
- 製作統籌：川瀨浩平、和田敦
- 製作人：中山信宏、湯澤啟幸、中川二郎、山崎史紀、福田順、藤田敏、
- 動畫製作人：田部谷昌宏
- 動畫製作：SILVER LINK.／CONNECT[26]
- 製作：PROJECT STB（日本華納娛樂、KADOKAWA、SILVER LINK.、SHOWGATE、KlockWorx、AT-X、Movic）

### 主題曲
電視動畫
片頭曲
（第2話－第7話、第9話－第13話）
作詞、作曲：岸田，編曲、主唱：岸田教團&THE明星Rockets
第1話作為片尾曲使用，第8話未使用，第12話作插曲使用。
「Fight 4 Real」（第14話－第23話）
作詞：MAON，Rap詞：motsu，作曲、編曲：八木沼悟志，主唱：ALTIMA
片尾曲
「Strike my soul」（第2話－第12話）
作詞：六見純代，作曲：伊藤翼，編曲：渡邊拓也，主唱：井口裕香
第1話未使用。
「signal」（第13話－第24話）
作詞、作曲：分島花音，編曲：千葉"naotyu-"直樹，主唱：分島花音
OVA第1期
片頭曲
作詞、作曲：渡邊翔， 編曲：佐佐木裕，主唱：井口裕香
片尾曲
作詞、作曲、主唱：分島花音，編曲：古川貴浩
OVA第2期
片頭曲「Blood on the EDGE」
作詞、作曲：岸田，編曲、主唱：岸田教團&THE明星Rockets
片尾曲
作詞：分島花音，作曲：，編曲：千葉"naotyu-"直樹，主唱：姬柊雪菜（種田梨沙）
OVA第3期
片頭曲「Blood and Emotions」
作詞、作曲：岸田，編曲、主唱：岸田教團&THE明星Rockets
片尾曲「LOVE STOIC」
作詞：熊野清美，作曲：山田高弘，編曲：渡邊剛，主唱：姬柊雪菜（種田梨沙）
OVA第4期
片頭曲
作詞、作曲、編曲：岸田，主唱：岸田教團&THE明星Rockets
片尾曲「Dear My Hero」
作詞：熊野清美，作曲：山田智和，編曲：住谷翔平，主唱：姬柊雪菜（種田梨沙）
OVA第5期
片頭曲
作詞、作曲、編曲：岸田，主唱：岸田教團&THE明星Rockets
片尾曲
作詞：熊野清美，作曲、編曲：木村有希，主唱：姬柊雪菜（種田梨沙）

### 各話列表
第12、13話之間，播放特別節目《監視噬血狂襲的秘密！》。
| 話數   | 日文標題 | 中文標題            | 劇本     | 分鏡              | 演出                       | 作畫監督                                                          | 總作畫監督        | 原作小說                                     |
| ------ | -------- | ------------------- | -------- | ----------------- | -------------------------- | ----------------------------------------------------------------- | ----------------- | -------------------------------------------- |
| 第1話  |          | 聖者的右腕篇I       | 吉野弘幸 | 山本秀世          | 山本秀世                   | 瀧本祥子 青木理惠                                                 | 佐野惠一          | 第1卷                                        |
| 第2話  |          | 聖者的右腕篇II      | 吉野弘幸 | 山本秀世          | 德本善信                   | 明珍宇作                                                          | 明珍宇作          | 第1卷                                        |
| 第3話  |          | 聖者的右腕篇III     | 吉野弘幸 | 山本秀世          | 立仙裕俊                   | 小市由佳 佐佐木幸惠                                               | 佐野惠一          | 第1卷                                        |
| 第4話  |          | 聖者的右腕篇IV      | 吉野弘幸 | 山本秀世          | 立仙裕俊 佐野隆雄          | 、原友樹 氏家嘉宏                                                 | 佐野惠一          | 第1卷                                        |
| 第5話  |          | 戰王的使者篇I       | 花田十輝 | 佐野隆雄          | 平向智子 德本善信          | 高井沙 齊藤佳子                                                   | 明珍宇作          | 第2卷                                        |
| 第6話  |          | 戰王的使者篇II      | 花田十輝 | 宮尾佳和          | 秋田谷典昭                   | 瀧本祥子、今里佳子 原友樹                                         | 佐野惠一          | 第2卷                                        |
| 第7話  |          | 戰王的使者篇III     | 花田十輝 | 佐佐木忍          | 佐佐木忍 宮西哲也          | 高井沙 齊藤佳子                                                   | 明珍宇作          | 第2卷                                        |
| 第8話  |          | 戰王的使者篇IV      | 花田十輝 | 湖山禎崇          | 和泉志郎                   | 萩原正人、宮井加奈 竹本佳子、倉谷亮多                             | 佐野惠一          | 第2卷                                        |
| 第9話  |          | 天使焚身篇I         | 吉野弘幸 | 德本善信          | 德本善信                   | 奧野浩行、齊藤佳子 高井沙                                         | 明珍宇作          | 第3卷                                        |
| 第10話 |          | 天使焚身篇II        | 吉野弘幸 | 福田道生          | 立仙裕俊                   | 佐佐木幸惠、小市由佳 酒井智史                                     | 佐野惠一          | 第3卷                                        |
| 第11話 |          | 天使焚身篇III       | 吉野弘幸 | 福田道生          | 神保昌登                   | 山吉一幸、澤入祐樹 氏家嘉宏、高橋賢 平田和也                      | 佐野惠一          | 第3卷                                        |
| 第12話 |          | 天使焚身篇IV        | 吉野弘幸 | 飯田崇            | 德本善信 宮西哲也 平向智子 | 齊藤佳子、中西和也 竹森由佳、渡邊奏                               | 佐野惠一 明珍宇作 | 第3卷                                        |
| 第13話 |          | 蒼藍魔女的迷宮篇I   | 安川正吾 | 宮尾佳和          | 立仙裕俊                   | 佐野隆雄、原友樹 丹羽信禮                                         | 佐野惠一          | 第4卷                                        |
| 第14話 |          | 蒼藍魔女的迷宮篇II  | 安川正吾 | 德本善信          | 德本善信                   | 明珍宇作 齊藤佳子                                                 | 佐野惠一 明珍宇作 | 第4卷                                        |
| 第15話 |          | 蒼藍魔女的迷宮篇III | 安川正吾 | 川田剛            | 和泉志郎                   | 萩原正人、竹本佳子 倉谷亮多                                       | 不適用            | 第4卷                                        |
| 第16話 |          | 觀測者們的宴會篇I   | 橫谷昌宏 | 飯田崇            | 德本善信                   | 佐野隆雄、中西和也 竹森由加、野道佳代                             | 佐野惠一 明珍宇作 | 第5卷                                        |
| 第17話 |          | 觀測者們的宴會篇II  | 橫谷昌宏 | KONAYUKI          | 神保昌登                   | 佐野惠一、大塚舞 高橋賢、 荒木裕                                  | 佐野惠一          | 第5卷                                        |
| 第18話 |          | 觀測者們的宴會篇III | 橫谷昌宏 | 山本秀世          | 立仙裕俊                   | 瀧本祥子、原友樹 丹羽信禮、川口弘明                               | 佐野惠一          | 第5卷                                        |
| 第19話 |          | 觀測者們的宴會篇IV  | 橫谷昌宏 | 山本秀世          | 德本善信                   | 齊藤佳子 竹森由加                                                 | 佐野惠一 明珍宇作 | 第5卷                                        |
| 第20話 |          | 鍊金術師歸來篇I     | 吉野弘幸 | 山本秀世          | 矢花馨                     | 佐藤綾子、水野隆宏 齋藤雅和、吉田肇 小川浩司                      | 佐野惠一          | 第6卷                                        |
| 第21話 |          | 鍊金術師歸來篇II    | 吉野弘幸 | 山本秀世          | 和泉志郎                   | 萩原正人、竹本佳子 倉谷亮多                                       | 不適用            | 第6卷                                        |
| 第22話 |          | 鍊金術師歸來篇III   | 吉野弘幸 | 山本秀世 KONAYUKI | 佐野隆雄 木下勇喜          | 井本由紀、大塚舞 佐野隆雄、中西和也 橋本真希                      | 佐野惠一          | 第6卷                                        |
| 第23話 |          | 曉之帝國篇I         | 吉野弘幸 | 山本秀世          | 德本善信                   | 明珍宇作 齊藤佳子                                                 | 明珍宇作          | 雪菜√Before :After短篇 動畫版原創 第17卷部分 |
| 第24話 |          | 曉之帝國篇II        | 吉野弘幸 | 山本秀世          | 立仙裕俊                   | 佐野惠一、佐野隆雄 丹羽信禮、原友樹 、橋本真希 井本由紀、明珍宇作 | 佐野惠一          | 雪菜√Before :After短篇 動畫版原創 第17卷部分 |

| 話數   | 日文標題 | 中文標題                | 劇本     | 分鏡     | 演出                       | 作畫監督                                                                                                  | 總作畫監督        | 原作小說        |
| 第1期  | 第1期    | 第1期                   | 第1期    | 第1期    | 第1期                      | 第1期 | 第1期             | 第1期           |
| ------ | -------- | ----------------------- | -------- | -------- | -------------------------- | --- | ----------------- | --------------- |
| 前篇   |          | 女武神的王國 前篇       | 吉野弘幸 | 山本秀世 | 和泉志郎                   | 萩原正人、竹本佳子 倉谷亮多、                                                                             | 佐野惠一          | 原創 第18卷部分 |
| 後篇   |          | 女武神的王國 後篇       | 吉野弘幸 | 山本秀世 | 和泉志郎 山本秀世          | 萩原正人、竹本佳子 倉谷亮多、 井本由紀、山犬守                                                            | 佐野惠一          | 原創 第18卷部分 |
| 第2期  |          |                         |          |          |                            | |                   |                 |
| 第1話  |          | 黑之劍巫篇Ⅰ             | 吉野弘幸 | 山本秀世 | 福島洋子                   | 萩原正人、倉谷亮子 岩田芳美、南原孝衣子                                                                   | 佐野惠一          | 第9卷           |
| 第2話  |          | 黑之劍巫篇Ⅱ             | 吉野弘幸 | 山本秀世 | 伊部勇志                   | 、若山政志 竹森由加                                                                                       | 佐野惠一          | 第9卷           |
| 第3話  |          | 黑之劍巫篇Ⅲ             | 吉野弘幸 | 山本秀世 | 小柴純彌                   | 橋本真希、向川原憲 林隆洋                                                                                 | 佐野惠一          | 第9卷           |
| 第4話  |          | 逃亡的第四真祖篇Ⅰ       | 吉野弘幸 | 山本秀世 | 德本善信                   | 明珍宇作、中西和也                                                                                        | 佐野惠一          | 第11卷          |
| 第5話  |          | 逃亡的第四真祖篇Ⅱ       | 吉野弘幸 | 山本秀世 | 和泉志郎                   | 橋本真希、向川原憲 萩原正人、楠木智子 佐野隆雄                                                            | 佐野惠一          | 第11卷          |
| 第6話  |          | 咎神騎士篇Ⅰ             | 吉野弘幸 | 山本秀世 | 伊部勇志                   | 本田辰雄、竹森由加 岩崎亮、松本勝次 山本亮友                                                              | 佐野惠一          | 第12卷          |
| 第7話  |          | 咎神騎士篇Ⅱ             | 吉野弘幸 | 山本秀世 | 小柴純彌                   | 小海雄司、 橋本真希、大平剛生 岩崎亮、牛之濱由惟 井戶田、服部憲知 小川一郎、村上龍之介 富田佳亨、栗井重紀 | 佐野惠一          | 第12卷          |
| 第8話  |          | 咎神騎士篇Ⅲ             | 吉野弘幸 | 山本秀世 | 和泉志郎                   | 橋本真希、向川原憲 萩原正人、牛之濱由惟 早瀨真紀子、林隆祥                                                | 佐野惠一          | 第12卷          |
| 第3期  |          |                         |          |          |                            | |                   |                 |
| 第1話  |          | 深淵薔薇篇Ⅰ             | 吉野弘幸 | 山本秀世 | 小柴純彌                   | 萩原正人、林隆洋                                                                                          | 古川英樹          | 第13卷          |
| 第2話  |          | 深淵薔薇篇Ⅱ             | 吉野弘幸 | 山本秀世 | 門田英彥                   | 金澤龍 | 古川英樹          | 第13卷          |
| 第3話  |          | 深淵薔薇篇Ⅲ             | 吉野弘幸 | 山本秀世 | 小柴純彌                   | 林隆洋、萩原正人 佐野隆雄                                                                                 | 佐野惠一 古川英樹 | 第13卷          |
| 第4話  |          | 黃金時光篇Ⅰ             | 吉野弘幸 | 山本秀世 | 門田英彥 愛敬亮太          | 金澤龍、權容祥 萩原正人、島崎望                                                                           | 佐野惠一 古川英樹 | 第14卷          |
| 第5話  |          | 黃金時光篇Ⅱ             | 吉野弘幸 | 山本秀世 | 門田英彥                   | 金澤龍、權容祥 林隆洋、萩原正人                                                                           | 佐野惠一 古川英樹 | 第14卷          |
| 第6話  |          | 黃金時光篇Ⅲ             | 吉野弘幸 | 山本秀世 | 小柴純彌                   | 林隆洋、唐遠見 劉雲留、金澤龍 權容祥                                                                      | 佐野惠一 古川英樹 | 第14卷          |
| 第7話  |          | 真祖大戰篇Ⅰ             | 吉野弘幸 | 山本秀世 | 門田英彥                   | 權容祥 | 佐野惠一 古川英樹 | 第15卷          |
| 第8話  |          | 真祖大戰篇Ⅱ             | 吉野弘幸 | 山本秀世 | 小柴純彌                   | 林隆洋、萩原正人 佐野隆雄、黃鳳、楊國福 STUDIO MASSKET                                                    | 佐野惠一 古川英樹 | 第15卷          |
| 第9話  |          | 真祖大戰篇Ⅲ             | 吉野弘幸 | 山本秀世 | 門田英彥                   | 權容祥 | 佐野惠一 古川英樹 | 第15卷          |
| 第10話 |          | 真祖大戰篇Ⅳ             | 吉野弘幸 | 山本秀世 | 小柴純彌 伊部勇志 山本秀世 | 佐野隆雄、林隆洋 萩原正人、黃鳳、楊國福                                                                   | 佐野惠一 古川英樹 | 第15卷          |
| 第4期  |          |                         |          |          |                            | |                   |                 |
| OVA    |          | 消失的聖槍篇            | 吉野弘幸 | 渡部高志 | 渡部高志                   | 佐野隆雄、林隆洋 萩原正人、宮田奈保美 丹羽信禮                                                            | 佐野惠一 古川英樹 | 原創            |
| 第1話  |          | 虛幻的聖騎士篇Ⅰ         | 吉野弘幸 | 渡部高志 | 渡部高志                   | 宮田奈保美、川添亞希子 林隆洋、佐野隆雄                                                                   | 佐野惠一 古川英樹 | 第16卷          |
| 第2話  |          | 虛幻的聖騎士篇Ⅱ         | 吉野弘幸 | 山本秀世 | 田仲                       | 萩原正人、丹羽信禮 孫偉、毛應興、金珍瑛                                                                   | 佐野惠一 古川英樹 | 第16卷          |
| 第3話  |          | 虛幻的聖騎士篇Ⅲ         | 吉野弘幸 | 山本秀世 | 小柴純彌                   | 川添亞希子、林隆洋 萩原正人、Wang Qiqi Wang Yuechun、Sun Peng                                             | 佐野惠一 古川英樹 | 第16卷          |
| 第4話  |          | 無盡夜宴篇Ⅰ             | 吉野弘幸 | 渡部高志 | 渡部高志 雄谷將仁          | 宮田奈保美、川添亞希子 林隆洋、萩原正人 丹羽信禮、原友樹 神筆馬良、金珍瑛                                 | 佐野惠一 古川英樹 | 第19卷          |
| 第5話  |          | 無盡夜宴篇Ⅱ             | 吉野弘幸 | 相澤伽月 | 雄谷將仁                   | 川添亞希子、林隆洋 萩原正人、丹羽信禮 王其琪、王悅春                                                      | 佐野惠一 古川英樹 | 第19卷          |
| 第6話  |          | 無盡夜宴篇Ⅲ             | 吉野弘幸 | 山本秀世 | 德本善信                   | 川添亞希子、林隆洋 萩原正人、金珍瑛 毛應星                                                                | 佐野惠一 古川英樹 | 第19卷          |
| 第7話  |          | 再會吸血姬篇Ⅰ           | 吉野弘幸 | 渡部高志 | 雄谷將仁                   | 川添亞希子、林隆洋 萩原正人、丹羽信禮 王其琪、周婧 何紫薇、郭婷                                           | 佐野惠一 古川英樹 | 第20卷          |
| 第8話  |          | 再會吸血姬篇Ⅱ           | 吉野弘幸 | 相澤伽月 | 小柴純彌                   | 川添亞希子、林隆洋 萩原正人、丹羽信禮 金珍瑛                                                              | 佐野惠一 古川英樹 | 第20卷          |
| 第9話  |          | 再會吸血姬篇Ⅲ           | 吉野弘幸 | 相澤伽月 | 雄谷將仁                   | 川添亞希子、林隆洋 萩原正人、丹羽信禮 王其琪、郭婷 周婧                                                   | 佐野惠一 古川英樹 | 第20卷          |
| 第10話 |          | 十二眷獸與血之隨從們篇Ⅰ | 吉野弘幸 | 山本秀世 | 小柴純彌 德本善信          | 川添亞希子、林隆洋 萩原正人、丹羽信禮 龍光                                                                | 佐野惠一 古川英樹 | 第21卷          |
| 第11話 |          | 十二眷獸與血之隨從們篇Ⅱ | 吉野弘幸 | 山本秀世 | 雄谷將仁                   | 川添亞希子、林隆洋 萩原正人、丹羽信禮 龍光、明光                                                          | 佐野惠一 古川英樹 | 第21卷          |
| 第12話 |          | 十二眷獸與血之隨從們篇Ⅲ | 吉野弘幸 | 山本秀世 | 小柴純彌                   | 川添亞希子、林隆洋 萩原正人、丹羽信禮 龍光、明光                                                          | 佐野惠一 古川英樹 | 第21卷          |
| 第5期  |          |                         |          |          |                            | |                   |                 |
| 第1話  |          | 曉的凱旋篇Ⅰ             | 吉野弘幸 | 山本秀世 | 山本辰                     | 林隆洋、萩原正人 丹羽信禮、Studio Mindo                                                                   | 佐野惠一 古川英樹 | 第22卷          |
| 第2話  |          | 曉的凱旋篇Ⅱ             | 吉野弘幸 | 山本秀世 | 和泉志郎                   | 林隆洋、萩原正人 丹羽信禮、島崎望 reboot                                                                  | 佐野惠一 古川英樹 | 第22卷          |
| 第3話  |          | 曉的凱旋篇Ⅲ             | 吉野弘幸 | 山本秀世 | 山本辰                     | 林隆洋、萩原正人 丹羽信禮、川添明子 Studio Mindo                                                          | 佐野惠一 古川英樹 | 第22卷          |
| 第4話  |          | 曉的凱旋篇Ⅳ             | 吉野弘幸 | 山本秀世 | 山本秀世 和泉志郎 小柴純彌 | 林隆洋、萩原正人 丹羽信禮、川添明子 Studio Mindo                                                          | 佐野惠一 古川英樹 | 第22卷          |

### 播放電視台
日本深夜動畫：下文記載的日本国内播放時間使用日本標準時間（UTC+9）表示。因為部分時間标识會採用30小时制，因此請留意这类超过24:00的时间，其實際播放時間為翌日清晨。
| 播放地區   | 播放電視台   | 播放日期                     | 播放時間（UTC+9）         | 所屬聯播網 | 備註              |
| ---------- | ------------ | ---------------------------- | ------------------------- | ---------- | ----------------- |
| 日本全國   | AT-X         | 2013年10月4日－2014年3月28日 | 星期五 23時30分－24時00分 | 衛星電視   | 有重播            |
| 東京都     | TOKYO MX     | 2013年10月4日－2014年3月28日 | 星期五 24時30分－25時00分 | 獨立UHF局  |                   |
| 近畿廣域圈 | 每日放送     | 2013年10月5日－2014年3月29日 | 星期六 27時28分－27時58分 | 日本新聞網 | Anime Shower第4部 |
| 中京廣域圈 | 中部日本放送 | 2013年10月9日－2014年4月2日  | 星期三 26時38分－27時08分 | 日本新聞網 |                   |
| 日本全國   | BS11         | 2013年10月11日－2014年4月4日 | 星期五 24時30分－25時00分 | 衛星電視   | ANIME+節目        |

| 播放地區 | 播放電視台 | 播放日期                    | 當地播放時間            | 所屬聯播網  | 備註                  |
| -------- | ---------- | --------------------------- | ----------------------- | ----------- | --------------------- |
| 香港     | Animax     | 2014年12月9日－2015年2月2日 | 星期一至二 22:00－23:00 |             |                       |
| 臺灣     | Animax     | 2014年8月1日－8月24日       | 每日22:30－23:00        | 有線電視    | 含中文配音 有重播時段 |
| 臺灣     | Animax HD  | 2015年2月25日－3月20日      | 每日20:30－21:00        | 中華電信MOD | 含中文配音 有重播時段 |

### 關聯商品

#### 藍光／DVD
| 卷數      | 發售日期       | 收錄話數       | 規格編號   | 規格編號   |
| 卷數      | 發售日期       | 收錄話數       | 藍光限定版 | DVD限定版  |
| 電視動畫  | 電視動畫       | 電視動畫       | 電視動畫   | 電視動畫   |
| --------- | -------------- | -------------- | ---------- | ---------- |
| 1         | 2014年1月29日  | 第1話－第3話   | 1000451395 | 1000451396 |
| 2         | 2014年2月26日  | 第4話－第6話   | 1000450789 | 1000451390 |
| 3         | 2014年3月26日  | 第7話－第9話   | 1000450786 | 1000450787 |
| 4         | 2014年4月23日  | 第10話－第12話 | 1000450672 | 1000450673 |
| 5         | 2014年5月28日  | 第13話－第15話 | 1000450659 | 1000450670 |
| 6         | 2014年6月25日  | 第16話－第18話 | 1000450656 | 1000450657 |
| 7         | 2014年7月30日  | 第19話－第21話 | 1000450653 | 1000450654 |
| 8         | 2014年8月27日  | 第22話－第24話 | 1000450650 | 1000450651 |
| BOX       | 2016年9月26日  | 第1話－第24話  | 不適用     | 不適用     |
| OVA 第1期 |                |                |            |            |
| 前篇      | 2015年11月25日 | 前篇           | 1000584286 | 1000584287 |
| 後篇      | 2015年12月23日 | 後篇           | 1000584288 | 1000584289 |
| OVA 第2期 |                |                |            |            |
| 1         | 2016年11月23日 | 第1話－第2話   | 1000631125 | 1000631119 |
| 2         | 2016年12月23日 | 第3話－第4話   | 1000631124 | 1000631118 |
| 3         | 2017年3月29日  | 第5話－第6話   | 1000631122 | 1000631117 |
| 4         | 2017年5月24日  | 第7話－第8話   | 1000631121 | 1000631116 |
| OVA第3期  |                |                |            |            |
| 1         | 2018年12月19日 | 第1話－第2話   | 1000737040 | 1000737045 |
| 2         | 2019年3月27日  | 第3話－第4話   | 1000737041 | 1000737046 |
| 3         | 2019年5月29日  | 第5話－第6話   | 1000737042 | 1000737047 |
| 4         | 2019年7月24日  | 第7話－第8話   | 1000737043 | 1000737048 |
| 5         | 2019年9月25日  | 第9話－第10話  | 1000737044 | 1000737049 |
| OVA 第4期 |                |                |            |            |
| SP        | 2020年2月6日   | SP             | 1000753353 | 1000753390 |
| 1         | 2020年4月8日   | 第1話－第2話   | 1000753354 | 1000753391 |
| 2         | 2020年7月29日  | 第3話－第4話   | 1000753355 | 1000753392 |
| 3         | 2020年10月9日  | 第5話－第6話   | 1000753356 | 1000753393 |
| 4         | 2020年12月23日 | 第7話－第8話   | 1000753357 | 1000753394 |
| 5         | 2021年3月26日  | 第9話－第10話  | 1000753358 | 1000753395 |
| 6         | 2021年6月30日  | 第11話－第12話 | 1000753359 | 1000753396 |
| OVA 第5期 |                |                |            |            |
| 1         | 2022年3月30日  | 第1話－第2話   | 1000810070 | 1000810071 |
| 2         | 2022年7月29日  | 第3話－第4話   | 1000810072 | 1000810073 |

#### CD
| 發售日         | 標題                                |
| -------------- | ----------------------------------- |
| 2013年10月30日 | ストライク・ザ・ブラッド            |
| 2013年11月27日 | Strike my soul                      |
| 2014年1月19日  | Fight 4 Real                        |
| 2014年2月19日  | signal                              |
| 2015年11月25日 | リトルチャームファング 君はソレイユ |
| 2016年11月23日 | ストライク・ザ・ブラッド            |
| 2016年12月21日 | Blood on the EDGE                   |

## 外部連結
- 噬血狂襲 - 電擊文庫官方網站 （页面存档备份，存于）（日語）
- AMW - 噬血狂襲（页面存档备份，存于）（日語）
- 電視動畫官方網站 （页面存档备份，存于）（日語）
- 噬血狂襲Ⅱ OVA 電視動畫官方網站 （页面存档备份，存于）（日語）
- 噬血狂襲Ⅲ OVA 電視動畫官方網站 （页面存档备份，存于）（日語）
- 噬血狂襲Ⅳ OVA 電視動畫官方網站 （页面存档备份，存于）（日語）
- 噬血狂襲FINAL OVA 電視動畫官方網站 （页面存档备份，存于）（日語）
- 動畫WEB官方網站 （页面存档备份，存于）（日語）
- 電視動畫「噬血狂襲」的X（前Twitter）（日語）
- 噬血狂袭 - 快FUN（简体中文）